# Koha
Koha je knihovní systém s přístupným zdrojovým kódem. Je šířen pod licencí GNU General Public License v3 a jeho užití je bezplatné. Pracuje na platformě Linux nebo Ubuntu.
Počátek vývoje sahá do roku 1999, kdy konsorcium novozélandských knihoven Horowhenua Library Trust začalo Koha vyvíjet.

## Funkce Koha
Koha dodržuje standardy MARC21, UNIMARC, Z39.50, OAI-PMH a další, je neustále vyvíjena mezinárodní komunitou. Pro běžný provoz knihovny je Koha plně ovládána pomocí webového prohlížeče (doporučený Firefox), a to pro čtenáře i pro knihovníky. Pro svůj provoz tedy nepotřebuje klientskou aplikaci (tlustý klient).
Obsahuje moduly pro akvizici, výpůjčky, katalogizaci, autority, správu časopisů, tisk štítků, generování zpráv pro čtenáře, modul výstupů reportů a úbytkování. Koha podporuje i systém s více pobočkami.
Často se používá coby rozhraní pro knihovníky a nástroj pro správu knihovny  a coby samotný katalog pro veřejnost je využit např. Vufind, ukázka použití v MěK Ústí nad Orlicí.

## Technické údaje
Koha je programována v Perlu, využívá databáze MySQL/MariaDB, využívá vyhledávací stroj Zebra nebo ElasticSearch, a umožňuje vkládat JavaScripty a CSS šablony.
Obsahuje cca 650 tisíc řádků kódu, Perl, SQL, JavaScript.
Porovnání Koha s jinými českými open source knihovními systémy viz 

## Koha v Česku
Velmi aktivní je také česká Koha komunita vytvářející plnou českou lokalizaci. Mapu českých instalací najdete na portálu koha.cz. Statistiky pro české výkazy řeší nadstavba knihovního systému, tzv. Center.
Jako první tento systém začala používat Městská knihovna Česká Třebová (v lednu 2015) a krátce poté pak Městská knihovna Ústí nad Orlicí, v současnosti (2023) je v Čechách využíván v cca 1090 knihovnách (mapa).
Jde o druhý nejpoužívanější knihovní systém v ČR. Na stránce Koha.cz najdete i plně funkční demo verzi.
Na jeho vývoji se v Čechách podílí mj. i firma R-Bit Technology, s.r.o.: koha-v-knihovne.cz, .